# 등산학교
등산학교(登山學校)는 등산에서 필요한 기술과 지식 등을 가르치면서 산악인을 전문적으로 기르는 곳이다.